# Cartoon's
Cartoon's is een stadsbioscoop in Antwerpen, gevestigd op Kaasstraat 4-6 achter de Grote Markt. De Cartoon's werd opgericht in 1978 en kende in de loop van de jaren verschillende eigenaren. Momenteel is de bioscoop in handen van de Belgische Lumière Groep.

## Geschiedenis
Cartoon's werd in 1978 opgericht door Guy Dandelooy, Michel Apers, Jan Jespers en Eric Kloeck. Deze laatste drie bestierden ook bioscoop Monty aan de Montignystraat, bijgestaan door Michel Vandeghinste en Dirk Geens. Het succes van de Monty was groot en het drietal stond voor een dilemma. Gezien de grootte van de bioscoop moest elke film veel volk trekken. Nam de belangstelling af, dan moest de film zo snel mogelijk uit het programma om geen verliezen te draaien. Een film lang op het programma houden, was dus vaak geen optie. Toen de jongens van de Monty overwogen een tweede, kleinere zaal te zoeken, kwam Dandelooy met een voorstel. Hij had een pand aan de Kaasstraat gekocht en ingericht als bioscoop. Hij zocht alleen nog partners om de bioscoop uit te baten. Jespers en Kloeck zijn direct enthousiast, Apers heeft echter twijfels. Toch werd hij overtuigd en begin september 1978 opende de Cartoon's.
Qua programmatie volgde de Cartoon's in de beginjaren de Monty. De basisfilosofie was: “Cartoon's stelt zich voor om het Antwerps publiek een ruimte te verschaffen waar het gewaardeerde films in een gewaardeerde sfeer kan ‘beleven’". Binnen een paar jaar breidde de bioscoop zich uit. Van één zaal groeide het gebouw uit tot een 'mini-multiplex' met drie zalen met respectievelijk 130, 98 en 48 plaatsen. Ook opende er een filmcafé.
Na een paar goede jaren kwam de Cartoon's in moeilijker vaarwater. Een krimpende markt en een terugloop in de caféomzet zorgden voor financiële problemen. In 1985 werd de Cartoon's overgenomen door bioscoop Calypso. In die constructie beleefde de Cartoon's een tiental mooie jaren. In 1998 nam vervolgens het Limburgse tv- en filmproductiehuis Kladaradatsch de bioscoop over. Twee jaar later moest zij echter in vereffening. Het Nederlandse ABC Holding nam de Cartoon's dan over. Ook dit liep niet lang goed. Op 24 september 2013 werd de bioscoop wederom failliet verklaard. Verschillende reacties volgden hierop en ook werd er opgeroepen tot reddingsacties om het gebouw open te houden. De Nederlandse filmdistributeur Wild Bunch en de Belgische Lumière Groep sloegen de handen ineen en namen Cartoon's over. Na een paar maanden dicht te zijn geweest, opende de Cartoon's begin 2014 opnieuw de deuren.

## Gebouw
Cartoon's is gevestigd in de voormalige chocoladefabriek Brees-Swolfs uit het einde van de negentiende eeuw.
Er zijn drie filmzalen, waar respectievelijk 86, 49 en 94 personen kunnen zitten.

## Organisatie
Cartoon's is onderdeel van de Belgische Lumière Groep. Naast de Cartoon's bezitten zij ook de stadsbioscopen Lumière in Antwerpen, Brugge en Mechelen.
De Cartoon's is zeven dagen in de week geopend van 14 tot 0.30 uur. Maandelijks verschijnt er een nieuw programma.

## Trivia
- De eerste film op de affiche van de Cartoon's was Pourquoi Pas! van Coline Serreau.
- Zanger-gitarist Tom Barman kluste in de jaren tachtig in het bioscoopcomplex.
- C'est arrivé près de chez vous, Bleu/blanc/rouge, The Adventures of Priscilla, Queen of the Desert en Bienvenue chez les Ch'tis zijn de grote Cartoon's-kaskrakers.
- Le Fabuleux Destin d'Amélie Poulain en La meglio gioventù hebben ruim een jaar lang in de programmatie gestaan.